# Pagoda świątyni Cishou

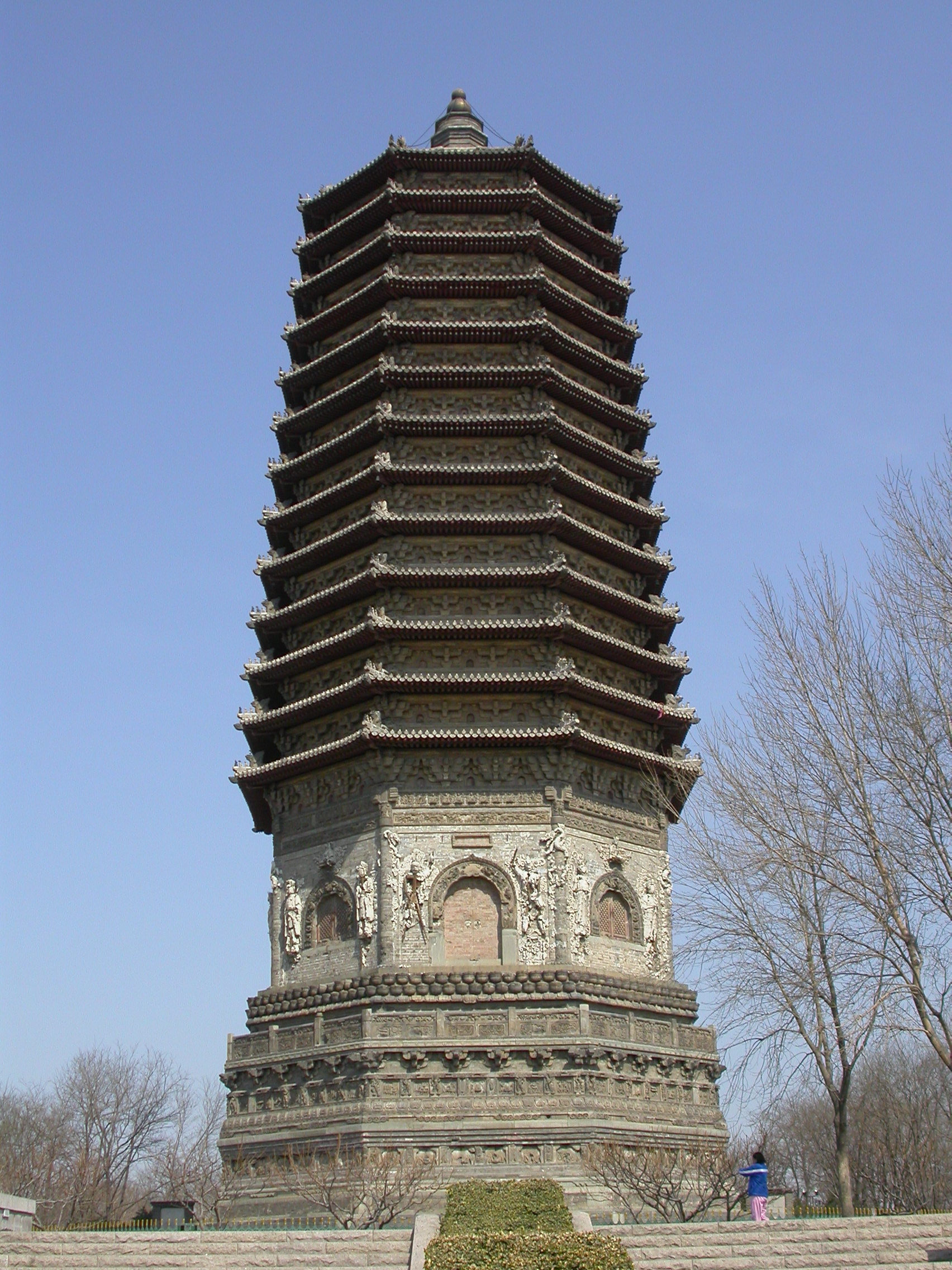
Pagoda dawnej świątyni Cishou

Pagoda świątyni Cishou (chiń. 慈寿寺塔; pinyin Císhòu Sì Tǎ) – pagoda znajdująca się w dzielnicy Haidian w Pekinie. Jedyna pozostałość po dawnej świątyni Cishou.
Świątynię Cishou zbudowano w 1576 roku z rozkazu cesarzowej wdowy Li, matki cesarza Wanli. Jej pagodę wzorowano na tej znajdującej się w świątyni Tianning. Pierwotnie nosiła ona nazwę Yong’anwanshou (永安万寿塔). Świątynia spłonęła za czasów cesarza Guangxu i jako jej jedyna pozostałość zachowała się pagoda.
Ośmiokątna, mierząca ponad 50 m wysokości pagoda składa się z podstawy oraz trzynastu pięter zwieńczonych dachami. Wykonaną z cegły podstawę zdobią płaskorzeźby z wizerunkami m.in. buddów, apsarów, kwiatów lotosu oraz tradycyjnych chińskich instrumentów muzycznych. Pierwsze piętro pagody, o wiele wyższe od pozostałych dwunastu, ozdobiono na czterech bokach ślepymi drzwiami wybiegającymi w cztery strony świata, zaś na pozostałych czterech ślepymi oknami. Drzwi otoczone są wyobrażeniami strażników Dharmy, okna zaś wyobrażeniami bodhisattwów. Boki pierwszego piętra mają postać kolumn oplecionych przez smoki. Zwieńczenie pagody ozdobiono stylizowanym liściem lotosu.
W 1957 roku obiekt wpisano na listę zabytków.